# Campionati europei di slittino 1929
I Campionati europei di slittino 1929 sono stati la 3ª edizione della competizione.
Si sono svolti a Semmering, in Austria, dal 19 al 20 gennaio 1928.

## Medagliere
| Pos.   | Nazione        | Oro | Argento | Bronzo | Totale |
| ------ | -------------- | --- | ------- | ------ | ------ |
| 1      | Germania       | 2   | 1       | 1      | 4      |
| 2      | Cecoslovacchia | 1   | 1       | 0      | 2      |
| 3      | Austria        | 0   | 1       | 2      | 3      |
| Totale | Totale         | 3   | 3       | 3      | 9      |

## Podi
| Evento            | Oro                        | Argento                         | Bronzo                          |
| Singolo Maschile  | Fritz Preissler            | Robert Liebig                   | Erich Dressler                  |
| Doppio Maschile   | Richard Feist Walter Feist | Rudolf Kauschka Fritz Preissler | Franz Stecker Ferdinand Wiesner |
| Singolo Femminile | Lotte Embacher             | Christa Klecker                 | Fanny Altendorfer               |